# Nevio Carbi
Nevio Carbi (Trieste, 30 luglio 1940) è un ex pugile e allenatore di pugilato italiano, campione italiano dei pesi gallo (1966), due volte campione italiano dei pesi piuma e due volte sfidante al titolo europeo tra il 1968 e il 1976. Durante la sua carriera ha combattuto all’estero con grandi fuoriclasse come Walter McGowan, Lionel Rose, Johnny Famechon e Éder Jofre.

## Biografia

### Carriera dilettantistica
Si forma nelle palestre triestine che hanno dato alla boxe campioni come Nello Barbadoro e i grandissimi Tiberio Mitri e Nino Benvenuti, di cui Carbi fu anche testimone di nozze. Nel 1957 è campione italiano novizi, nei pesi gallo.  A Bologna, nel 1961, è vice campione italiano dilettanti, sconfitto in finale dalla medaglia d’argento olimpica Primo Zamparini. Passa professionista nello stesso anno.

### Carriera professionistica
Il 15 febbraio 1964 effettua un primo tentativo andato a vuoto di conquistare la cintura italiana dei pesi gallo contro Giuseppe Linzalone. Il 18 settembre successivo, a Roma, perde ai punti in dieci riprese con l’astro nascente Tommaso Galli, futuro campione europeo della categoria. Il 6 gennaio 1966 si permette di affrontare a Londra il fortissimo Walter McGowan, al limite dei gallo. McGowan si impone per ferita al sesto round, in quello che per lui è un match di rodaggio per il mondiale dei pesi mosca che il britannico contenderà a Salvatore Burruni. 
Nevio Carbi conquista la sua prima cintura di campione d’Italia nei pesi gallo, all'epoca vacante, battendo Luigi Lucini il 17 giugno 1966 a Trieste per intervento medico alla sesta ripresa. Il 17 maggio 1967 vola a Melbourne e fa una buona figura contro il futuro campione del mondo Lionel Rose che prevale soltanto ai punti. Nel frattempo, viene dichiarato decaduto dal titolo italiano. Due mesi dopo a Sanremo e perde nuovamente da Tommaso Galli, ai punti in otto riprese.
Sale allora di categoria e il 12 giugno 1968 a Novate, batte il milanese Renato Galli, ai punti in dodici riprese e conquista la cintura italiana dei pesi piuma. La difende vittoriosamente a Sanremo battendo ai punti Costantino Fiori. Dopo di che vola nuovamente in Australia ed impegna il futuro campione del mondo dei piuma Johnny Famechon cedendo ancora una volta soltanto ai punti. 
È poi designato a combattere per il titolo europeo vacante dei pesi piuma ma, nell’ambiente ostile di Barcellona, non va oltre un’onorevole sconfitta ai punti contro lo spagnolo Manuel Calvo.  Il 27 luglio 1969 è costretto a cedere la cintura di campione d’Italia nei guantoni di Giovanni Girgenti ai punti in 12 riprese, a Sant’Arsenio (Salerno).
Il 30 gennaio 1970 Carbi incontra all’estero un altro mostro sacro: l’ex dominatore della categoria dei gallo e futuro “mondiale” dei piuma Éder Jofre. Perde soltanto ai punti, a San Paolo del Brasile. Quattro mesi dopo, a Umago, si toglie lo sfizio di prendersi la rivincita con lo spagnolo Manuel Calvo, appena detronizzato in Europa da Tommaso Galli, vincendo per ferita al quarto round. Due anni dopo a Lignano Sabbiadoro, contende nuovamente la cintura italiana dei piuma al napoletano Elio Cotena, strappando un pari che non è sufficiente per riprendersi il titolo.
Effettua allora un paio di remunerative trasferte all’estero, a Oslo contro Svein Erik Paulsen e a Barranquilla contro l’imbattuto colombiano Armando Perez che si concludono entrambe con una sconfitta. Finalmente, il 29 novembre 1975, riesce a riprendersi la cintura italiana dei piuma, a spese di Sergio Emili, ai punti, sul ring amico del Palasport di Trieste. Un anno dopo affronta nuovamente Elio Cotena, diventato Campione d’Europa, per contendergli la cintura continentale. Ma, stavolta è battuto per knock-out tecnico. 
Carbi ha ormai trentacinque anni con una dura carriera alle spalle. Dopo una nuova sconfitta con Adolfo Martucci, nella sua Trieste, si ritira una prima volta dalla boxe. Risale sul ring un’ultima volta il 3 novembre 1978, a 39 anni, sul ring di Monfalcone, perdendo nuovamente ai punti. Stavolta il ritiro è definitivo.

### Carriera di allenatore
Dopo il ritiro Nevio Carbi è rimasto come allenatore nel Club Sportivo Pugilato Trieste, dove aveva iniziato la carriera di pugile. Tra i suoi migliori allievi, il campione italiano dei pesi massimi Fabio Tuiach, di Trieste. 
Nel 2016 Carbi è stato nominato “Maestro benemerito”.